# Cryptotis monteverdensis
Cryptotis monteverdensis — вид ссавців з родини мідицевих (Soricidae). Це ендемік Коста-Рики, де він мешкає на висоті приблизно 1550 м над рівнем моря. Це середній вид Cryptotis. Його довжина від голови до крупа становить 80 мм, а хвіст 46 мм. Його шерсть темних тонів.